# Saint-Laon

Saint-Laon este o comună în departamentul Vienne, Franța. În 2009 avea o populație de 124 de locuitori.